# Le Club des infidèles

Le club des infidèles (Cheaters' Club) est un téléfilm canado-américain réalisé par Steve DiMarco et diffusé le 26 juin 2006 sur Lifetime.

## Fiche technique
- Réalisation : Steve DiMarco
- Scénario : Kevin Commins, et Camilla Carr (collaboration)
- Société de production : Chesler/Perlmutter Productions
- Durée : 89 minutes
- Pays :  Canada,  États-Unis

## Distribution
- Charisma Carpenter (VF : Malvina Germain) : Linda Stern
- Katya Gardner (VF : Claire Guyot) : Cindy Hartford
- Krista Bridges (VF : Vanina Pradier) : Meredith Glass
- Wendy Anderson (VF : Céline Monsarrat) : docteur Roberta « Bobbie » Adler
- Kate Trotter (VF : Françoise Pavy) : détective Rollins
- Tim Campbell (VF : François Lescurat) : Richard Stern
- Andrew Kraulis : Kyle / David Hartford
- Rogue Johnston : Tony Armstrong
- Chris Violette : Paolo Abruzzi
- Brian Paul : Monsieur Miller
- James Gilpin : Robert Adler
- Derek Dugas : Alex
- Jeff Pangman : Eric Glass
- Luke Murdoch : Benny Stern
- Amber Cull : Réceptionniste
- J.C. Kenny : RJ Holman

Sources VF : Carton de doublage TMC